# 血腥法典
血腥法典（Bloody Code）為一個被用來描述1688年到1815年間，存在於英國的法律及刑罰系統的稱呼。

## 死刑
在1688年時，當時的法典有50種犯罪可以被處以死刑，但這個數量到了1776年卻達到了4倍之多，这些罪名包括砍倒一棵小树，偷一块面包，甚至是在沉船上打捞财物。在那段期間內，大多數被引進的新法乃是在處理關於侵犯財產權的問題，而部分的評論家認為，這些法律是有錢人用來欺壓窮人的手段。
如同著名政治家兼作家哈利法克斯侯爵喬治·薩維爾的言論：「人偷馬不應被絞死，但馬不可以被偷。」（Men are not hanged for stealing horses, but that horses may not be stolen），當時的主要由清教徒貴族與資本家構成的支配層對平民的犯罪行為極度敵視並警戒。在當時的英國，偷取他人價值超過12便士的財物就會被以大竊盜罪（Grand larceny）論處，被判為此罪的人將會被處以死刑。
儘管之後的立法者們仍然希望透過刑罰來嚇阻可能的犯罪，但它們已經漸漸不再使用死刑。自從北美殖民地獨立之後，大部分被判處流放的犯人都被送到澳洲。在1788年到1867年間，大約有超過三分之一被定罪的犯人被流放到澳洲和范迪門斯地（今日的塔斯馬尼亞州）。而某些罪犯藉由從軍來躲過被流放的命運。
這是個令人沮喪的事實，基於成文法，大部分人們每天可能做出的違法行為，至少有160種將會被宣告為重罪而沒有神職人員特典，換句話說，這些人將會立即被處死。——威廉·布莱克斯通

## 法律的鬆綁
1823年，死刑裁決法案（Judgement of Death Act 1823）將除了謀殺罪和叛國罪以外的犯罪的死刑相對化（也就是賦予法官可以選擇死刑以外的其他刑罰）。漸漸的，到了19世紀中葉，可處死刑的罪名已經大減。到了1861年，甚至只剩下5種犯罪會被判處死刑，分別為謀殺罪（1965年暫停，1969年廢止）、海盜罪（1998年）、對皇家船塢縱火（1971年）、間諜罪（1991年）、重叛逆罪（1998年）。

## 外部連結
- Amnesty International: History of the Abolition of the Death Penalty in the UK
- Rough justice – Victorian style, BBC News （页面存档备份，存于）